# Фалос
Фалос идва от гръцки – φαλλóς (phallos или phallus), което в превод означава еректирал мъжки полов член. Обикновено фалос като термин се използва, за да се покаже, че пенисът е обожествен под някаква форма. Например индийците обожествявали фалоса на бог Шива, защото оттам произлиза „семето на живота“. Естествено има и много други примери за обожествяване на пениса. Фасцинус е древноримският символ против урочасване.
- Културната антропология (етнология) въвежда понятието итифаличен култ (за фалическия култ), за да представи ритуалната почит към фалоса, символ на плодовитост, виталност. Подобен аспект притежават много култури – Древна Гърция, Древен Рим, Индия.

- Психоанализата (текстовете на Зигмунд Фройд, Жак Лакан) представя под фалос един свръхсимвол.

- Културен модел, при който в центъра на обществото се поставя доктрина на поведение, диктувана от мъжките норми (патриархат), се окачествява като фалоцентризъм. С фалически символизъм са натоварени всички вещи с продълговата форма като оръжия, изобщо всички символи на сила.